# Lepeostegeres alveolatus
Lepeostegeres alveolatus är en tvåhjärtbladig växtart som beskrevs av Danser. Lepeostegeres alveolatus ingår i släktet Lepeostegeres och familjen Loranthaceae. Inga underarter finns listade i Catalogue of Life.